# Townendita
La townendita és un mineral de la classe dels silicats que pertany al subgrup de la zirsinalita-lovozerita. Rep el nom del mineralogista australià Roger Townend (n. 1938) per les seves contribucions a la mineralogia, especialment relacionades amb el jaciment Ilímaussaq, al sud de Groenlàndia.

## Característiques
La townendita és un ciclosilicat de fórmula química Na₈ZrSi₆O18. Va ser aprovada com a espècie vàlida per l'Associació Mineralògica Internacional l'any 2009. Cristal·litza en el sistema trigonal. La seva duresa a l'escala de Mohs es troba entre 5 i 6.
L'exemplar que va servir per a determinar l'espècie, el que es coneix com a material tipus, es troba conservat a les col·leccions mineralògiques del Museu Victoria, a Melbourne (Austràlia), amb el número de registre: m51188.

## Formació i jaciments
Va ser descoberta al dipòsit de Kvanefjeld, al Complex d'Ilímaussaq (Kujalleq, Groenlàndia), on es troba en forma de grans petits anèdrics a subèdrics amb mides típicament de 10 a 50 µm, fins a una dimensió màxima de 100 µm. Aquest indret és l'únic a tot el planeta on ha estat descrita aquesta espècie mineral.